# 米澤穗信
米澤穗信（日语：米澤 穂信，1978年—），日本男性小說家、推理作家。岐阜縣出身。2007年後居住於東京都。岐阜縣立斐太高等學校、金澤大學文學系畢業。

## 文學獎入選及受獎經歷
- 2001年 - 《冰菓》獲得第5回角川學園小說大賞（Young Mystery&Horror部門）獎勵賞。
- 2007年 - 《心裡有數的人》（收錄於《繞遠路的雛偶》）入選第60回日本推理作家協會獎（短篇部門）。
- 2008年 - 《算計》入選第8回本格推理大賞（小説部門）。
- 2010年 - 《追想五斷章》入選第63回日本推理作家協會獎（長篇暨連作短篇集部門）、第10回本格推理大賞（小説部門）。
- 2011年 - 《折斷的龍骨》獲得第64回日本推理作家協會獎（長篇暨連作短篇集部門），並入選第11回本格推理大賞（小説部門）、第24回山本周五郎賞。
- 2014年 - 《滿願》獲得第27回山本周五郎賞，並入選第151回直木賞。
- 2015年 - 《滿願》入選第12回本屋大賞（第7名）。
- 2016年 - 《真相的十公尺前》入選第155回直木賞，《王與馬戲團》入選第13回本屋大賞（第6名）。
- 2021年 - 《黑牢城》獲得週刊文春推理小說 Best 10第一名[1]、第12回山田風太郎賞。
- 2022年 - 《黑牢城》獲得這本推理小說真厲害！第一名、這本推理小說我想讀！第一名、本格推理小說 Best 10第一名、第166回直木賞。

## 作品列表

### 〈古籍研究社〉系列
- 冰菓（2001年11月 角川Sneaker文庫 / 2011年8月 獨步文化 / 2013年6月 天闻角川·湖南美术出版社）
- 愚者的片尾（愚者のエンドロール，2002年8月 角川Sneaker文庫 / 2012年5月 獨步文化 / 2013年8月 天闻角川·湖南美术出版社）
- 庫特利亞芙卡的順序（クドリャフカの順番，2005年6月 角川書店 / 2013年1月 獨步文化 / 2013年11月 天闻角川·湖南美术出版社）
- 繞遠路的雛偶（遠まわりする雛，2007年10月 角川書店 / 2013年8月 獨步文化 / 2014年2月 天闻角川·湖南美术出版社）
  - 收錄作品：該做的事盡快做（やるべきことなら手短に） / 犯下原罪（大罪を犯す） / 看破真面目（正体見たり） / 心裡有數的人（心あたりのある者は） / 開門快樂（あきましておめでとう） / 手作巧克力事件（手作りチョコレート事件） / 繞遠路的雛偶（遠まわりする雛）
- 兩人距離的概算（ふたりの距離の概算，2010年6月 角川書店 / 2013年11月 獨步文化 / 2014年6月 天闻角川·百花洲文艺出版社）
- 遲來的羽翼（いまさら翼といわれても，2016年11月 KADOKAWA / 2017年7月 天闻角川·百花洲文艺出版社 / 2018年2月 獨步文化）
  - 收錄作品：箱中的遺漏（箱の中の欠落） / 那些沒映照在鏡子裡的（鏡には映らない） / 連峰可否晴朗（連峰は晴れているか） / 我們的傳奇之作（わたしたちの伝説の一冊） / 漫長的假日（長い休日） / 遲來的羽翼（いまさら翼といわれても）
- 米澤穗信與古籍研究社（米澤穂信と古典部，2017年10月 KADOKAWA / 2020年11月 天闻角川·新星出版社 / 2021年9月 獨步文化）
  - 收錄最新短篇「虎與蟹，或折木奉太郎殺人事件」（虎と蟹、あるいは折木奉太郎の殺人）及「古籍研究社」系列15年創作歷程大公開
- 三個秘密，或是“星之谷杯的籌備停滯中到底發生了什麼”會議 （三つの秘密、あるいは星ヶ谷杯準備滞ってるんだけど何かあったの会議，2022年6月 224号 2022年7月号）

### 小市民系列
「我」－小鳩常悟朗和小佐內由紀，締結了二人互惠關係，以成為不受矚目的「小市民」為目標，卻接連被捲入事件中。本系列與「古籍研究社系列」相似，主要解決日常生活的謎題。
- 春季限定草莓塔事件（春期限定いちごタルト事件，2004年12月 創元推理文庫（日语：創元推理文庫） / 2009年4月 皇冠文化 / 2019年9月 天闻角川·新星出版社 / 2022年4月 尖端出版）[2]

- 夏季限定熱帶水果百匯事件（夏期限定トロピカルパフェ事件，2006年4月 創元推理文庫 / 2009年7月 皇冠文化 / 2019年9月 天闻角川·新星出版社 / 2022年4月 尖端出版）[3]

- 秋季限定栗金飩事件（秋期限定栗きんとん事件，2009年3月 創元推理文庫【上・下】 / 2019年9-10月 天闻角川·新星出版社【上・下】 / 2022年4月 尖端出版【上・下】）[4]

- 巴黎馬卡龍之謎（巴里マカロンの謎，2020年1月 創元推理文庫 / 2022年4月 尖端出版）[5]

- 冬季限定夾心巧克力事件（冬期限定ボンボンショコラ事件，2024年4月 創元推理文庫 / 2025年5月 尖端出版）

- 單行本未收錄的短篇，均发生于“春季限定草莓挞事件”与“夏季限定热带水果芭菲事件”之间。
  - 旧金山曲奇之谜（桑港（サンフランシスコ）クッキーの謎，ミステリーズ！vol.104 DECEMBER 2020，东京创元社，2020年12月）
  - 罗马冰激凌之谜（羅馬（ローマ）ジェラートの謎，紙魚の手帖 vol.02 DECEMBER 2021，东京创元社，2021年12月）
  - 伦敦司康饼之谜（倫敦（ロンドン）スコーンの謎，紙魚の手帖 vol.08 DECEMBER 2022，东京创元社，2022年12月）

### S&R系列
以專門尋找失蹤小狗的偵探事務所「紺屋S&R」（S&R是Search and Rescue的簡稱）為舞台，紺屋長一郎、半田平吉和GEN為登場人物的系列作。
- 尋狗事務所（犬はどこだ，2005年7月 東京創元社Mystery Frontier（日语：ミステリ・フロンティア） / 2008年3月 皇冠文化 / 2011年8月 新星出版社）
- 不隨波逐流（流されないで）【刊行未定】

### Beruf系列
- 王與馬戲團（王とサーカス，2015年7月 東京創元社 / 2017年3月 尖端出版）
- 真相的十公尺前（真実の10メートル手前，2015年12月 東京創元社 / 2017年10月 尖端出版 / 2018年 九久读书人·人民文学出版社）
  - 收錄作品：真相的十公尺前（真実の10メートル手前） / 正義之士〈「抱歉，讓你看到丟臉的地方（失礼、お見苦しいところを）」改題〉 / 戀累殉情（恋累心中） / 人死留名（名を刻む死） / 把刀子放入失去的回憶中（ナイフを失われた思い出の中に） / 走鋼索的成功案例（綱渡りの成功例）

### 圖書委員系列
- 書與鑰匙的季節（本と鍵の季節，2018年12月 集英社 / 2019年9月 尖端出版 / 2021年4月 文治图书出品、四川文艺出版社出版）
  - 收錄作品：913 / Lock on Locker（ロックオンロッカー） / 他星期五做了什麼？（金曜に彼は何をしたのか） / 沒有的書（ない本） / 說個故事來聽聽（昔話を聞かせておくれよ） / 吾友啊莫知曉（友よ知るなかれ）
- 書籤與謊言的季節（栞と嘘の季節，2022年11月 集英社 / 2023年12月 尖端出版）

### 非系列
- 再見，妖精（さよなら妖精，2004年2月 東京創元社Mystery Frontier（日语：ミステリ・フロンティア） / 2008年8月 皇冠文化 / 2021年10月 天闻角川·新星出版社）——由本作衍生出以本故事人物獨立記者太刀洗萬智為主角的〈Beruf〉系列
- 瓶頸（2006年8月 新潮社）
- 算計（2007年8月 文藝春秋 / 2009年9月 木馬文化 / 2010年10月 凤凰雪漫·译林出版社 / 2020年1月 九久读书人·人民文学出版社）
- 虛幻羊群的宴會（儚い羊たちの祝宴，2008年11月 新潮社 / 2013年11月 新雨出版社 / 2011年12月 / 凤凰雪漫·译林出版社 / 2020年1月 九久读书人·人民文学出版社）
  - 收錄作品：我的親人發生了意外（身内に不幸がありまして） / 北館的罪人（北の館の罪人） / 山莊秘聞（山荘秘聞） / 玉野五十鈴的榮耀（玉野五十鈴の誉れ） / 虛幻羊群的晚餐（儚い羊たちの晩餐）
- 追想五斷章（追想五断章，2009年8月 集英社 / 2011年7月 木馬文化 / 2011年2月 凤凰雪漫·译林出版社）
- 折斷的龍骨（折れた竜骨，2010年11月 東京創元社Mystery Frontier / 2017年5月 尖端出版 / 2018年3月1日 现代出版社[6] / 2020年4月 九久读书人·人民文学出版社）
- 遞迴（2013年1月 新潮社 / 2017年8月 春天出版國際/ 2019年1月 九久读书人·人民文学出版社）
- 滿願（2014年3月 新潮社 / 2017年6月 春天出版國際，2017年1月6日，人民文学出版社[7] / 2020年1月 九久读书人·人民文学出版社）
  - 收錄作品：夜警（夜警） / 死人旅館（死人宿） / 石榴（柘榴） / 萬燈（万灯） / 關守（関守） / 滿願（満願）
- I的悲劇（Iの悲劇，2019年9月 文藝春秋 / 2020年5月 尖端出版 / 2021年9月5日 天闻角川（出品）吉林出版集团（出版））
  - 收錄作品：Ｉ的悲劇（Iの悲劇） / 輕雨（軽い雨） / 淺池（浅い池） / 重書（重い本） / 黑網（黒い網） / 深沼（深い沼） / 白佛（白い仏） / Ｉ的喜劇（Iの喜劇）
- 黑牢城（2021年6月 KADOKAWA / 2022年10月 尖端出版 / 2023年 人民文学出版社）
  - 收錄作品： /  /  /  /  /
- （散文，2021年11月 文藝春秋）
- （2023年7月 文藝春秋 / 2025年4月 尖端出版 / 2025年 雨志金坤文化（出品））

## 映像化作品

### 電影
- 算計 7日死亡遊戲（インシテミル 7日間のデス・ゲーム，2010年10月16日公開，出品：華納兄弟，導演：中田秀夫）
- 冰菓（2017年11月3日公開，出品：KADOKAWA，導演：安里麻里）

### 電視劇
- 來自怪盜X的挑戰書（怪盗Xからの挑戦状，2011年5月5日，於NHK「來自怪盜X的挑戰書!」內播放））
- 滿願（2018年8月14日 - 16日、NHK『ミステリースペシャル』、主演：西島秀俊・安田顯・高良健吾、原作：万灯・夜警・満願『満願』所収）

### 電視動畫
- 冰菓（2012年4月 - 9月，導演：武本康弘，動畫製作：京都動畫，原作：《古籍研究社》系列）
- 小市民系列（小市民シリーズ，2024年7月 - 9月、2025年4月 - 6月，導演：神戶守，動畫製作：Lapin Track，原作：《春季限定草莓塔事件》、《夏季限定热带水果百汇事件》、《秋季限定栗金飩事件》、《冬季限定夾心巧克力事件》）

## 外部連結
- （日語） 汎夢殿 （页面存档备份，存于），官方網站。
- 米澤穗信的X（前Twitter）